# Узгинка
Узгинка — река в России, протекает в Якшур-Бодьинском районе Удмуртии. Левый приток реки Чур.

## География
Длина реки 18 км. Берёт начало на Тыловайской возвышенности в 3 км к северу от деревни Порва. Течёт в общем направлении на юг. В верховьях у деревни река запружена, чуть ниже реку пересекает автодорога Якшур-Бодья — Старые Зятцы. Далее до устья река течёт по лесу вдоль железнодорожной линии Ижевск — Балезино, на правом берегу расположена деревня Кекоран при ж.-д. станции Кекоран. Впадает в Чур в 15 км от устья последнего, в селе Чур. Основной приток — Выжоил (лев). 
В бассейне реки также находятся село Кекоран и деревни Выжоил и Лысово. 

## Данные водного реестра
По данным государственного водного реестра России относится к Камскому бассейновому округу, водохозяйственный участок реки — Иж от истока и до устья, речной подбассейн реки — бассейны притоков Камы до впадения Белой. Речной бассейн реки — Кама .
Код водного объекта в государственном водном реестре — 10010101212111100026968.